# 红色 (政治组织)

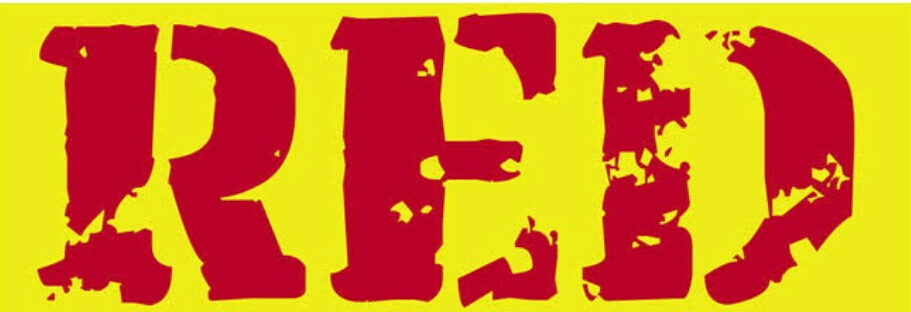
红色标志

红色（土耳其语：RED）是土耳其的一个托洛茨基主义组织。该组织是围绕着一份名为《红色》的社会主义月刊形成的，《红色》自2006年10月开始出版，主编为哈坎·居尔塞文。该组织的总部位于伊斯坦布尔。该组织曾是国际工人联盟—第四国际的同情支部。2021年4月9日，该组织加入土耳其工人党，但仍保留自己的组织。